# Born to Do It
Born to Do It è il primo album in studio del cantante britannico Craig David, pubblicato nel Regno Unito il 14 agosto 2000 dalla Wildstar e negli Stati Uniti il 17 luglio 2001 dalla Atlantic Records.
L'album è stato ampiamente apprezzato dalla critica e contiene alcuni di quelli che saranno i più grandi successi del cantante. L'album ha avuto anche un notevole successo di vendite, raggiungendo le oltre 8 milioni di copie vendute in tutto il mondo, facendone uno degli artisti inglese R&B più popolari al mondo. Ha debuttato alla posizione numero 1 nella Official Albums Chart ed ha ottenuto 6 dischi di platino. Il titolo Born to Do It (Nato per farlo) proviene dal personaggio Willy Wonka de La fabbrica di cioccolato.

## Tracce
Versione europea
1. Fill Me In – 4:17
2. Can't Be Messing Around – 3:53
3. Rendezvous – 4:37
4. 7 Days – 3:55
5. Follow Me – 4:01
6. Last Night – 4:31
7. Walking Away – 3:24
8. Time to Party – 4:05
9. Booty Man – 3:48
10. Once in a Lifetime – 3:30
11. You Know What – 3:34
12. Rewind – 5:33

Versione americana
Nel 2001, il disco è stato pubblicato anche in America, con 2 tracce in più della prima versione: Key To My Heart e Fill Me In (Part 2).
1. Fill Me In – 4:17
2. Can't Be Messing Around – 3:53
3. Rendezvous – 4:37
4. 7 Days – 3:55
5. Follow Me – 4:01
6. Key To My Heart – 4:13
7. Fill Me In (Part 2) – 4:12
8. Last Night – 4:31
9. Walking Away – 3:24
10. Time to Party – 4:05
11. Booty Man – 3:48
12. Once in a Lifetime – 3:30
13. You Know What – 3:34
14. Rewind – 5:33

## Classifiche
| Paese             | Posizione più alta |
| ----------------- | ------------------ |
| Australia         | 2                  |
| Austria           | 8                  |
| Belgio (Fiandre)  | 7                  |
| Belgio (Vallonia) | 7                  |
| Danimarca         | 8                  |
| Finlandia         | 8                  |
| Francia           | 5                  |
| Germania          | 3                  |
| Irlanda           | 3                  |
| Italia            | 7                  |
| Malaysia          | 1                  |
| Norvegia          | 2                  |
| Nuova Zelanda     | 2                  |
| Paesi Bassi       | 1                  |
| Polonia           | 12                 |
| Regno Unito       | 1                  |
| Stati Uniti       | 11                 |
| Svezia            | 1                  |
| Svizzera          | 6                  |